# 普久原恒勇
普久原 恒勇（ふくはら つねお、1932年11月14日 - 2022年11月1日）は、日本の作曲家・音楽プロデューサー。
戦後沖縄を代表する作曲家の一人で、普久原が生み出した名曲の数々は「普久原メロディー」と呼ばれ、沖縄県内外で親しまれている。特に「芭蕉布」は沖縄県民歌とも称される。

## 略歴
1932年（昭和7年）大阪・西淀川で父・朝山、母・カメの間に生まれる。生後間もなく普久原朝喜の養子となる。1934年（昭和9年）弟で後に作詞家となる朝比呂志（本名・普久原朝弘）誕生。1935年（昭和10年）養母鉄子（朝喜の妻）が死去。1938年（昭和13年）実父母の暮らす沖縄へ渡り、越来国民学校に入学。その後、沖縄戦を経験する。1940年（昭和15年）朝喜が赤嶺京子と再婚。
1949年（昭和24年）再び大阪へ戻り、朝喜の経営するマルフクレコードを手伝う傍ら、クラシック音楽を学ぶ。1959年（昭和34年）沖縄へ帰郷。この際、朝喜から引き継いだマルフクレコードの拠点も沖縄に移し、沖縄民謡を主とした音楽プロデュースを始める。1961年（昭和36年）処女作「月眺み（ちちながみ）」を発表し、作曲活動を始める。1965年（昭和40年）RBCラジオの新番組「ホームソング」に参画し、「芭蕉布」を作曲。1968年（昭和43年）「沖縄歌謡詞集団」を結成し、「あたらしい沖縄のうた」運動を推進。
1975年（昭和50年）「沖縄の心をうたう若者たち」LP盤をビクター音楽産業KKより全国発売。1978年（昭和53年）「芭蕉布」がNHK名曲アルバムにて全国放送され、大反響を呼ぶ。1981年（昭和56年）琉球民族楽器を主とした詩曲民族音楽「響（とよむ）」を初演。この年、京子・朝喜が相次いで死去。1983年（昭和58年）琉球放送創立30周年記念「史劇・琉球戦国史」で音楽を担当。
1993年（平成5年）沖縄県文化功労表彰。1996年（平成8年）第18回琉球新報活動賞および島袋光裕芸術文化賞受賞。2000年（平成12年）第44回沖縄タイムス文化賞受賞。2003年（平成15年）第1回宮良長包音楽賞受賞。2007年（平成19年）マルフクレコード初期音源144曲を収録したCD12枚組「沖縄民謡大全集」を監修。同年、弟・朝比呂志死去。2018年（平成30年）キャンパスレコード代表取締役の備瀬善勝（ビセカツ）と共に第5回JASRAC音楽文化賞受賞。
2022年（令和4年）11月1日、沖縄県沖縄市内の自宅で倒れているのが見つかり、病院に搬送されたが、大動脈狭窄症のため死去。89歳没。

## 一族
養父はマルフクレコードの創始者にして近代沖縄音楽の祖・普久原朝喜で、弟の朝弘（ちょうこう）は朝比呂志のペンネームで「ウーマクカマデー」や「ちんぬくじゅうしい」などのヒット曲を作詞した。また、息子にミュージシャンのローリー（本名・普久原朝教）がいる。

## 主な作品
普久原の作品は、クラシックやボサノバ、リズム＆ブルースなど、様々な音楽要素を沖縄音楽に取り入れた点に特徴がある。沖縄の民族楽器を用いた「響（とよむ）」「尚円」などの革新的な試みで沖縄民謡の世界を広げる試みも行っていた。
普久原が作曲したおもな作品を以下に挙げる。（）内はそれぞれの歌の作詞者。
- 月眺み（冨着よし）※処女作
- 平和の願い（平識ナミ）
- 辺土情話（平識ナミ）
- 芭蕉布（吉川安一）
- ゆうなの花（朝比呂志）
- ヘイ！二才達（朝比呂志）※1975年8月 - 9月に『みんなのうた』（NHK）で紹介。沖縄出身の南沙織が歌った。
- ふるさとの雨（吉川安一）
- 遊び仲風（上原直彦）
- 丘の一本松（上原直彦）
- 肝がなさ節（とりみとり）
- 豊年音頭（そけいとき）
- 暁でーびる（吉田安盛）
- アンマー形見ぬ一番着物（浦崎芳子）
- 芋ぬ時代（浦崎芳子）
- 親ぬ面影（浦崎芳子）
- 娘ジントーヨー（久米仁）
- 島々清しゃ（久米仁）